# Episodi di King of Kensington (terza stagione)
La terza stagione della serie televisiva King of Kensington è stata trasmessa in anteprima in Canada dalla CBC Television tra il 25 settembre 1977 e il 23 marzo 1978.
| nº | Titolo originale   | Titolo italiano | Prima TV Canada   | Prima TV Italia |
| -- | ------------------ | --------------- | ----------------- | --------------- |
| 1  | Cathy's New Career |                 | 25 settembre 1977 |                 |
| 2  | The Comic          |                 | 9 ottobre 1977    |                 |
| 3  | The Prom           |                 | 16 ottobre 1977   |                 |
| 4  | The Hostage        |                 | 23 ottobre 1977   |                 |
| 5  | The Boiler         |                 | 30 ottobre 1977   |                 |
| 6  | Hotel Buffalo      |                 | 6 novembre 1977   |                 |
| 7  | The Photographer   |                 | 13 novembre 1977  |                 |
| 8  | The Teacher        |                 | 20 novembre 1977  |                 |
| 9  | The Move           |                 | 27 novembre 1977  |                 |
| 10 | Gladys' Restaurant |                 | 4 dicembre 1977   |                 |
| 11 | The Hero           |                 | 11 dicembre 1977  |                 |
| 12 | The Dance Studio   |                 | 18 dicembre 1977  |                 |
| 13 | The Suitor         |                 | 8 gennaio 1978    |                 |
| 14 | The Wizard         |                 | 22 gennaio 1978   |                 |
| 15 | The Hustler        |                 | 29 gennaio 1978   |                 |
| 16 | Big Daddy          |                 | 5 febbraio 1978   |                 |
| 17 | Racehorse          |                 | 12 febbraio 1978  |                 |
| 18 | The Dukedom        |                 | 19 febbraio 1978  |                 |
| 19 | Las Vegas          |                 | 26 febbraio 1978  |                 |
| 20 | The Old Flame      |                 | 5 marzo 1978      |                 |
| 21 | King's Cousin      |                 | 12 marzo 1978     |                 |
| 22 | The Blood of Kings |                 | 19 marzo 1978     |                 |
| 23 | Cathy's Last Stand |                 | 23 marzo 1978     |                 |